# Leucauge
Leucauge är ett släkte av spindlar. Leucauge ingår i familjen käkspindlar.

## Dottertaxa tillLeucauge, i alfabetisk ordning[1]
- Leucauge abbajae
- Leucauge abyssinica
- Leucauge acuminata
- Leucauge albomaculata
- Leucauge amanica
- Leucauge analis
- Leucauge annulipedella
- Leucauge apicata
- Leucauge arbitrariana
- Leucauge argentata
- Leucauge argentea
- Leucauge argenteanigra
- Leucauge argentina
- Leucauge argyra
- Leucauge argyrescens
- Leucauge argyroaffinis
- Leucauge argyrobapta
- Leucauge atrostricta
- Leucauge aurocincta
- Leucauge auronotum
- Leucauge aurostriata
- Leucauge badiensis
- Leucauge beata
- Leucauge bengalensis
- Leucauge bimaculata
- Leucauge bituberculata
- Leucauge blanda
- Leucauge bontoc
- Leucauge branicki
- Leucauge brevitibialis
- Leucauge cabindae
- Leucauge camelina
- Leucauge camerunensis
- Leucauge capelloi
- Leucauge caucaënsis
- Leucauge caudata
- Leucauge celebesiana
- Leucauge clarki
- Leucauge comorensis
- Leucauge conifera
- Leucauge cordivittata
- Leucauge crucinota
- Leucauge curta
- Leucauge decorata
- Leucauge digna
- Leucauge ditissima
- Leucauge dorsotuberculata
- Leucauge dromedaria
- Leucauge emertoni
- Leucauge eua
- Leucauge fagei
- Leucauge fasciiventris
- Leucauge festiva
- Leucauge fibulata
- Leucauge fishoekensis
- Leucauge formosa
- Leucauge fragilis
- Leucauge frequens
- Leucauge funebris
- Leucauge gemminipunctata
- Leucauge granulata
- Leucauge hasselti
- Leucauge hebridisiana
- Leucauge henryi
- Leucauge idonea
- Leucauge ilatele
- Leucauge insularis
- Leucauge iraray
- Leucauge isabela
- Leucauge japonica
- Leucauge kibonotensis
- Leucauge lamperti
- Leucauge lechei
- Leucauge lehmannella
- Leucauge leprosa
- Leucauge levanderi
- Leucauge linyphia
- Leucauge liui
- Leucauge loltuna
- Leucauge lombokiana
- Leucauge longimana
- Leucauge longipes
- Leucauge longula
- Leucauge lugens
- Leucauge macrochoera
- Leucauge magnifica
- Leucauge mahabascapea
- Leucauge mahurica
- Leucauge malkini
- Leucauge mammilla
- Leucauge mandibulata
- Leucauge margaritata
- Leucauge mariana
- Leucauge medjensis
- Leucauge mendanai
- Leucauge meruensis
- Leucauge mesomelas
- Leucauge moerens
- Leucauge moheliensis
- Leucauge nanshan
- Leucauge nicobarica
- Leucauge nigricauda
- Leucauge nigrocincta
- Leucauge nigrotarsalis
- Leucauge nitella
- Leucauge obscurella
- Leucauge opiparis
- Leucauge papuana
- Leucauge parangscipinia
- Leucauge pinarensis
- Leucauge polita
- Leucauge pondae
- Leucauge popayanensis
- Leucauge prodiga
- Leucauge profundifoveata
- Leucauge pulcherrima
- Leucauge pusilla
- Leucauge quadrifasciata
- Leucauge quadripenicillata
- Leucauge regnyi
- Leucauge reimoseri
- Leucauge roseosignata
- Leucauge rubripleura
- Leucauge rubrotrivittata
- Leucauge ruwenzorensis
- Leucauge saphes
- Leucauge scalaris
- Leucauge semiventris
- Leucauge senegalensis
- Leucauge severa
- Leucauge signiventris
- Leucauge simplex
- Leucauge soeensis
- Leucauge speciosissima
- Leucauge spiculosa
- Leucauge splendens
- Leucauge stictopyga
- Leucauge striatipes
- Leucauge subadulta
- Leucauge subgemmea
- Leucauge subtessellata
- Leucauge superba
- Leucauge synthetica
- Leucauge taczanowskii
- Leucauge tanikawai
- Leucauge tellervo
- Leucauge tessellata
- Leucauge tetragnathella
- Leucauge thomeensis
- Leucauge tredecimguttata
- Leucauge tristicta
- Leucauge tuberculata
- Leucauge tupaqamaru
- Leucauge turbida
- Leucauge uberta
- Leucauge undulata
- Leucauge ungulata
- Leucauge wangi
- Leucauge venusta
- Leucauge venustella
- Leucauge vibrabunda
- Leucauge virginis
- Leucauge viridecolorata
- Leucauge wokamara
- Leucauge volupis
- Leucauge wulingensis
- Leucauge xiaoen
- Leucauge xiuying
- Leucauge zizhong